# Прогресо (муниципалитет Юкатана)
Прогресо (исп. Progreso) — муниципалитет в Мексике, штат Юкатан, с административным центром в одноимённом городе. Численность населения, по данным переписи 2010 года, составила 53 958 человек.

## Общие сведения
Название Progreso с испанского языка переводится как прогресс, развитие.
Площадь муниципалитета равна 772 км², что составляет 1,94 % от общей площади штата, а наивысшая точка — 6 метров, расположена в поселении Чен-Уаюн.
Он граничит с другими муниципалитетами Юкатана: на востоке c Ишилем, на юге с Чикшулуб-Пуэбло, Меридой и Уку, на западе с Хунукмой, а на севере омывается водами Мексиканского залива.

## Учреждение и состав
Муниципалитет был образован одним из первых в штате 8 января 1875 года, в его состав входит 15 населённых пунктов, самые крупные из которых:
| Код INEGI | Населённый пункт                                                                  | Численность населения (2005 год) | Численность населения (2010 год) |
| --------- | --------------------------------------------------------------------------------- | -------------------------------- | -------------------------------- |
| 059       | Всего                                                                             | 49454                            | 53958                            |
| 0001      | Прогресо (исп. Progreso) 21°16′58″ с. ш. 89°39′49″ з. д. (административный центр) | 35519                            | 37369                            |
| 0004      | Чикшулуб-Пуэрто (исп. Chicxulub Puerto) 21°17′38″ с. ш. 89°36′30″ з. д.           | 5052                             | 6010                             |
| 0026      | Кампестре-Фламбоянес (исп. Campestre Flamboyanes) 21°12′36″ с. ш. 89°39′28″ з. д. | 3022                             | 4027                             |
| 0003      | Челем (исп. Chelem) 21°16′08″ с. ш. 89°44′35″ з. д.                               | 3017                             | 3509                             |
| 0005      | Чубурна (исп. Chuburná) 21°15′12″ с. ш. 89°49′00″ з. д.                           | 1720                             | 1929                             |
| 0009      | Сан-Игнасио (исп. San Ignacio) 21°09′35″ с. ш. 89°39′36″ з. д.                    | 767                              | 766                              |
| 0078      | Эль-Парайсо (исп. El Paraíso) 21°11′35″ с. ш. 89°39′02″ з. д.                     | 285                              | 315                              |

## Экономика
По статистическим данным 2000 года, работоспособное население занято по секторам экономики в следующих пропорциях:
- торговля, сферы услуг и туризма — 60,4 %;
- производство и строительство — 21,7 %;
- сельское хозяйство и скотоводство — 16,2 %;
- безработные — 1,7 %.

## Инфраструктура
По статистическим данным 2010 года, инфраструктура развита следующим образом:
- протяжённость дорог: 99 км;
- электрификация: 99 %;
- водоснабжение: 98,7 %;
- водоотведение: 97,4 %.

## Достопримечательности
Основными достопримечательностями, которые можно посетить в муниципалитете, являются строения XIX века:
- здание администрации муниципалитета;
- маяк;
- огромная таможенная пристань;
- бывшая асьенда Сан-Игнасио;
- церковь Сан Хосе;
- часовня Сан Антонио.

## Фотографии

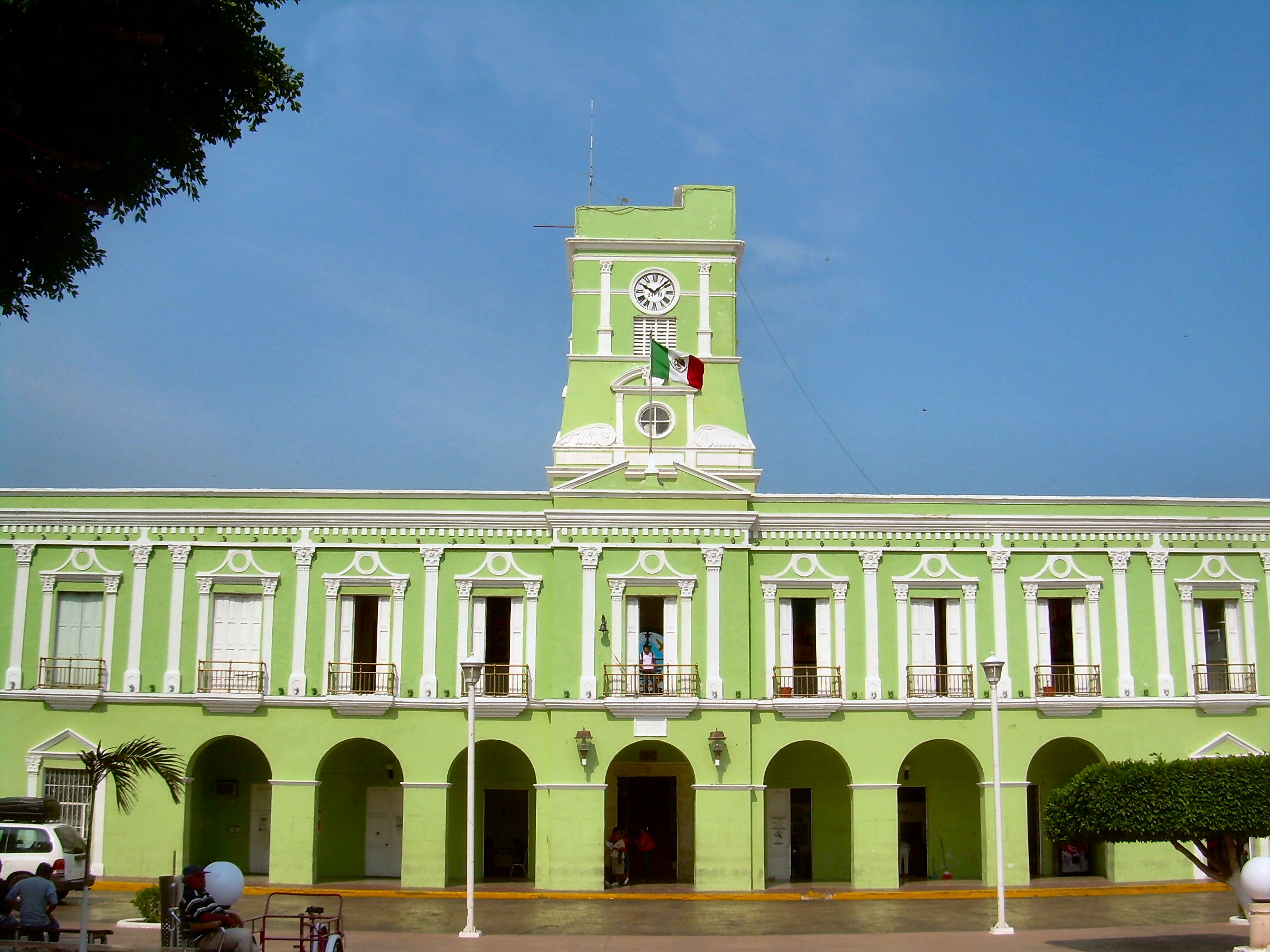
Здание администрации
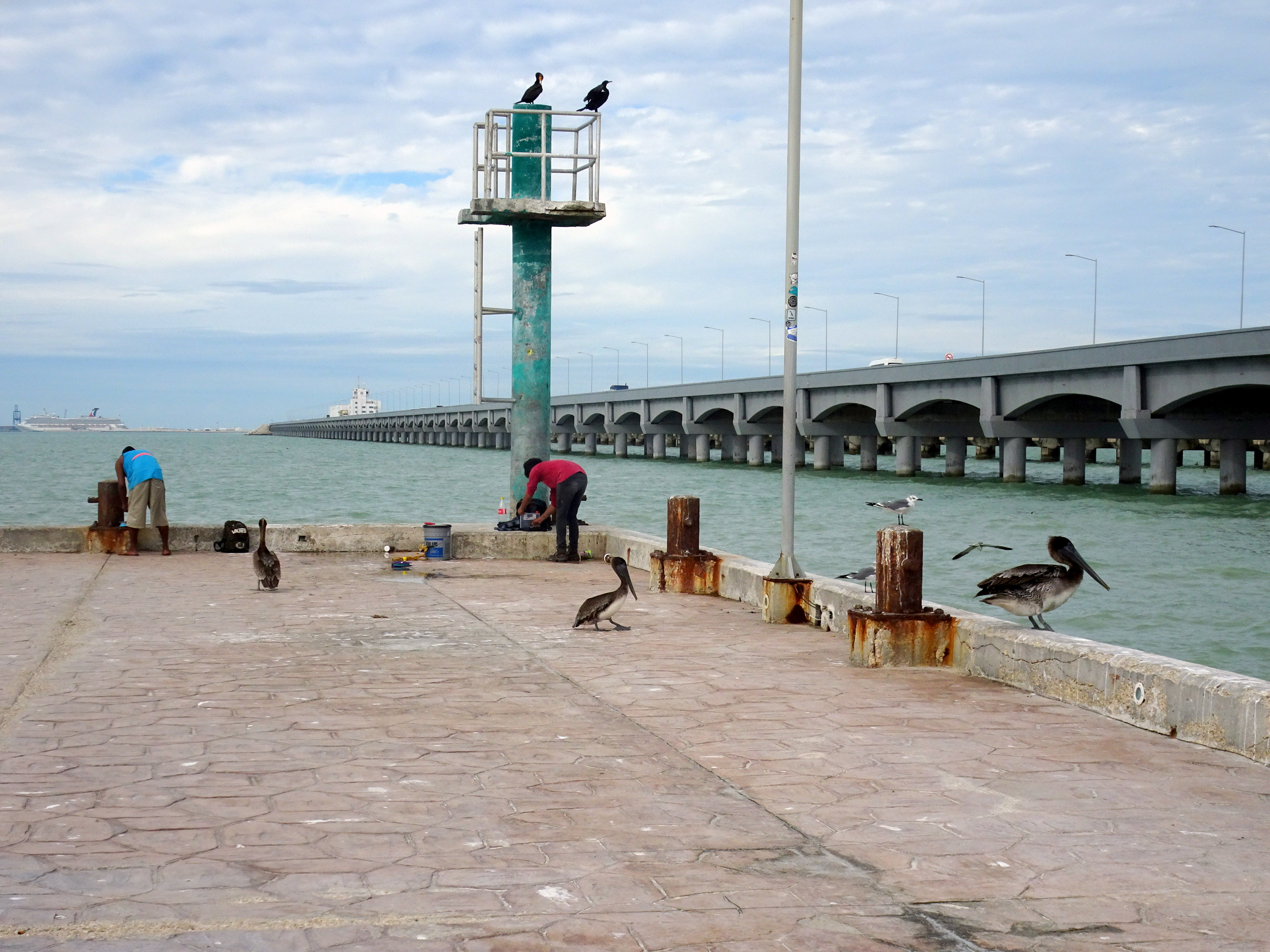
Пирс в Прогресо — самый протяжённый на Юкатане
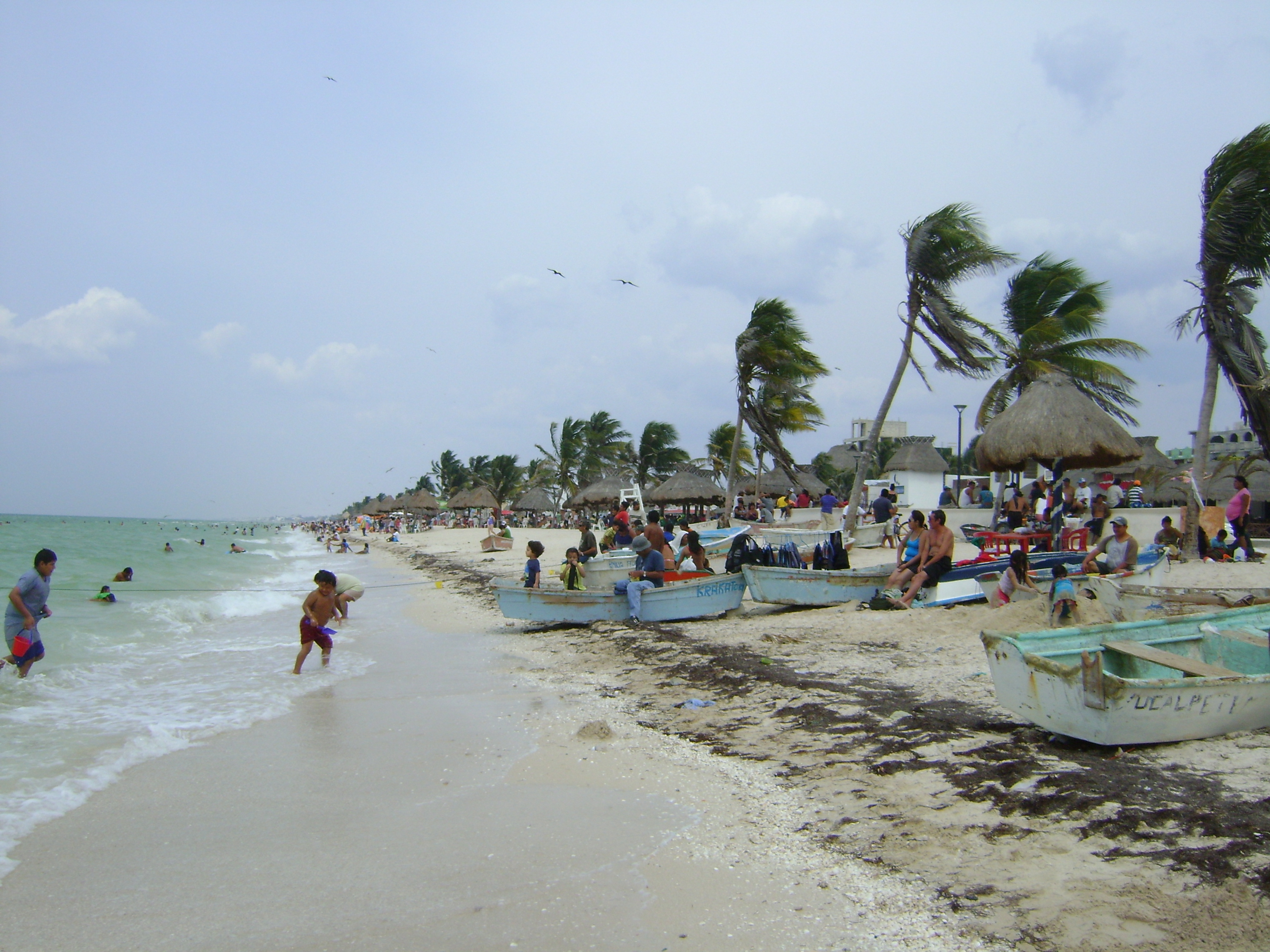
Пляж в Прогресо
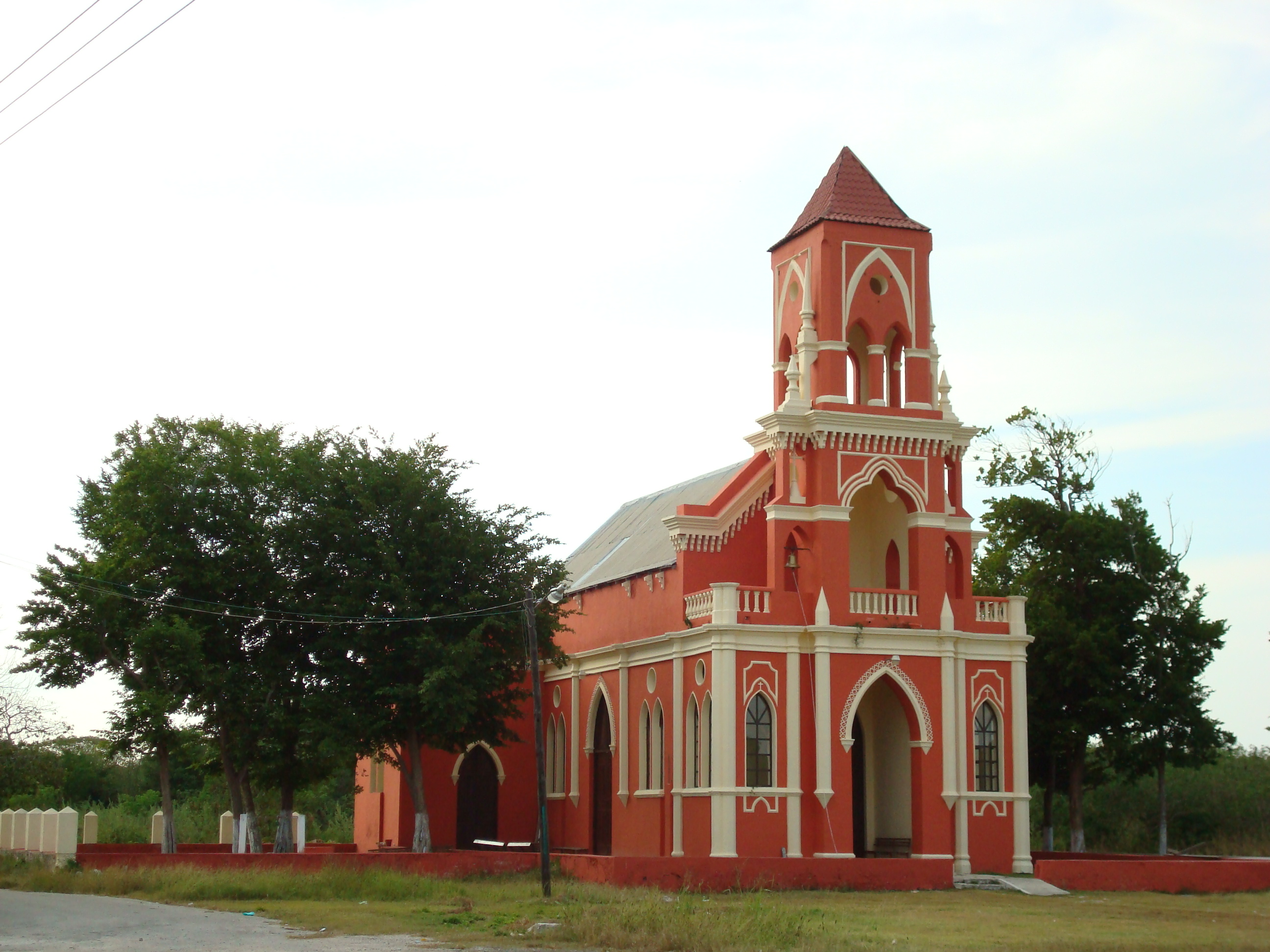
Церковь в Сан-Игнасио
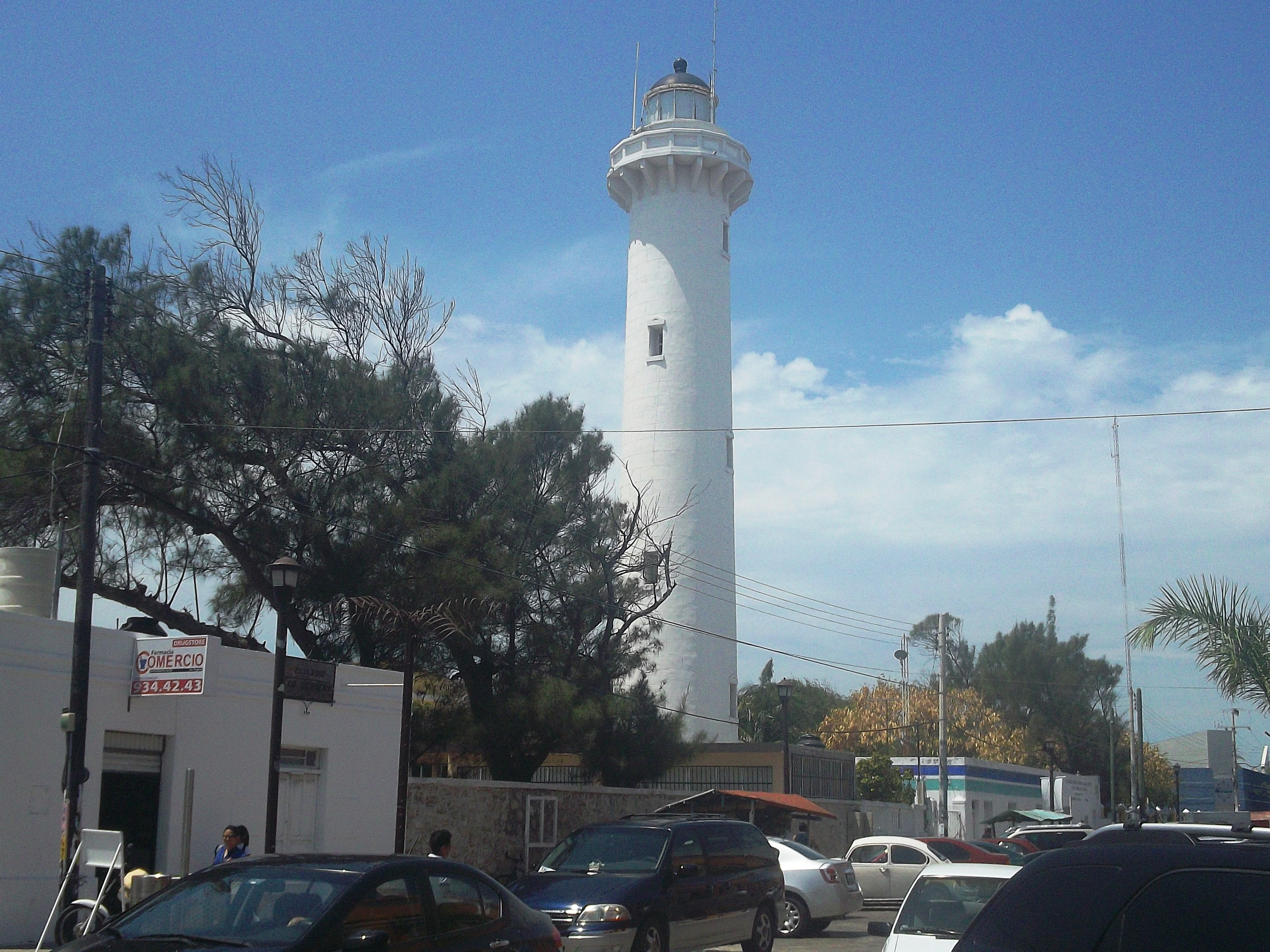
Маяк в Прогресо
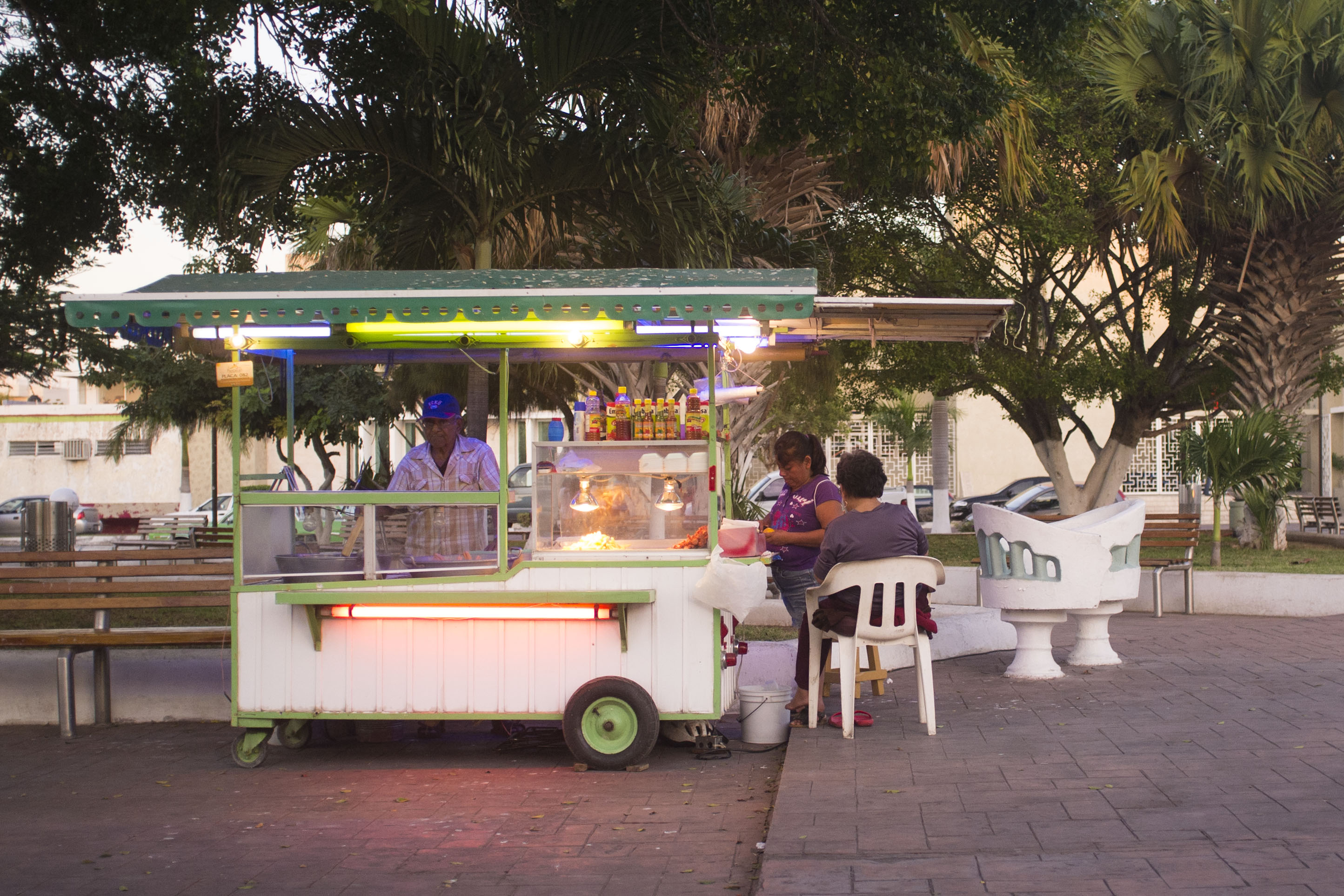
Торговля в Прогресо